# Noel Kempff Mercado
Noel Kempff Mercado (* 27. Februar 1924 in Santa Cruz; † 5. September 1986 in der Serranía de Caparuch) war ein bolivianischer Naturforscher, der sich um Erforschung und Gründung des Huanchaca-Nationalparks verdient gemacht hat.
Noel Kempff Mercado studierte an der Universität Gabriel René Moreno in  Santa Cruz, wo er 1946 seinen Bachelor in Wirtschaftswissenschaften ablegte und wo ihm 1979 die Ehrendoktorwürde verliehen wurde. Er war verheiratet mit María Eddy Saucedo Justiniano und hatte fünf Kinder.
1986 hielt sich Kempff zu einer naturkundlichen Expedition im östlichen Grenzgebiet zu Brasilien auf. Bei der zufälligen Entdeckung eines großen Drogenlabors im Huanchaca-Nationalpark wurde er zusammen mit seinen Begleitern ermordet. Seine Mörder blieben unerkannt und wurden nie gefasst.
Kempff zu Ehren wurde 1988 der Huanchaca-Nationalpark in Nationalpark Noel Kempff Mercado umbenannt.